# 卡尔帕索斯
卡尔帕索斯（希臘語：Κάρπαθος）是希腊南愛琴大區卡尔帕索斯-卡索斯英雄岛专区的市镇。行政中心为卡尔帕索斯镇。市镇面积为324.1平方公里，2021年人口数量为6,567人。
卡尔帕索斯市镇包括卡尔帕索斯岛、薩里亞島及周边诸多小岛。现今的卡尔帕索斯市镇成立于2011年的地方政府改革中，由原两个市镇合并而成，原市镇则称为新市镇的两个市区。